# Tour de Romandie 2020
Le Tour de Romandie 2020 devait être la 74e édition de cette course cycliste sur route masculine. La compétition devait avoir lieu du 28 avril au 3 mai 2019 en Suisse, entre Oron et Fribourg. Le 16 mars 2020, l'organisateur annonce que cette édition est annulée en raison de la pandémie de covid-19,. Son parcours est repris pour l'édition 2021.

## Parcours
Le parcours de cette édition a été annoncé par les organisateurs le 5 décembre 2019. Il est présenté comme « dur », avec un « avant-goût de mondial ».La seconde étape entre Aigle et Martigny était vue comme une répétition des championnats du monde qui auraient dû se tenir en partie sur ce parcours fin septembre 2020. Championnats eux aussi annulés perturbés par la pandémie, ils se sont finalement tenus en Italie à Imola.
| Étape     | Date    | Villes étapes               | type                        | Distance (km) | Vainqueur d'étape | Leader du classement général |
| --------- | ------- | --------------------------- | --------------------------- | ------------- | ----------------- | ---------------------------- |
| 1re étape | 28 avr. | Oron – Oron                 | contre-la-montre individuel | 3,85          |                   |                              |
| 2e étape  | 29 avr. | Aigle – Martigny            | étape de moyenne montagne   | 166,4         |                   |                              |
| 3e étape  | 30 avr. | La Neuveville – Saint-Imier | étape de moyenne montagne   | 164,4         |                   |                              |
| 4e étape  | 1 mai   | Estavayer – Estavayer       | étape de plaine             | 172           |                   |                              |
| 5e étape  | 2 mai   | Sion – Thyon                | étape de montagne           | 161,6         |                   |                              |
| 6e étape  | 3 mai   | Fribourg – Fribourg         | contre-la-montre individuel | 14,85         |                   |                              |